# Иркутский масложиркомбинат
Иркутский масложиркомбинат — российское предприятие масложировой промышленности, выпускает майонез, горчицу, маргарин, а также соевую муку, кормовые шроты. Расположен в микрорайоне Синюшина гора в Иркутске. Принадлежит компании «Янта».

## Производство
В комплекс производства масложировой продукции входят три завода: маслоэкстракционный, гидрогенизационный, маргариновый.
Маслоэкстракционный завод специализируется на переработке семян масличных культур: сои, рапса, подсолнечника, мощность — 400—480 тонн в сутки. Вырабатывает растительное масло, являющееся сырьём для всего производства. Готовым продуктом при переработке масличных культур являются шроты (соевый, соево-рапсовый, рапсовый, подсолнечный).
Гидрогенизационный завод мощностью 80 тонн саломаса в сутки производит пищевой и технический саломас из рафинированного масла. Пищевой саломас направляется на маргариновый завод, который производит 120 тонн маргарина и жиров в сутки
Майонезный цех комбината выпускает 50—100 тонн майонеза в сутки; цех расфасовки масла — 20 тонн фасованного масла в сутки.

## История
Решение о строительстве комбината принято Советом министров СССР 19 мая 1951 года. Реальное строительство было начато в 1954 году.
В феврале 2020 года стало известно, что ООО "Иркутский масложиркомбинат" ввел в эксплуатацию завод по переработке масел и жиров.